# Napa (gruppo musicale)
Napa, noti precedentemente come Men on the Couch, è un gruppo musicale portoghese formatosi a Madera nel 2013. È attualmente costituito dai musicisti Francisco Sousa, João Rodrigues, João Guilherme Gomes, João Lourenço Gomes e Diogo Góis.
Hanno rappresentato il Portogallo all'Eurovision Song Contest 2025 con l'inedito Deslocado, classificandosi al ventunesimo posto.

## Storia del gruppo
Fondato nel 2013 nell'isola di Madera da un gruppo di ragazzi fan dei Red Hot Chili Peppers e dei Beatles, hanno iniziato ad esibirsi  con composizioni scritte in inglese, fino a quando nel 2019, ha pubblicato l'album di debutto Senso comum, registrato presso i BlackSheep Studios di Sintra. Il progetto è stato finanziato attraverso una campagna di crowdfunding senza il supporto delle case discografiche.
Il 26 maggio 2023 hanno pubblicato il secondo album Logo se vê. Il disco, composto da undici canzoni, include collaborazioni vocali di Beatriz Pessoa e di Silly, quest'ultima presente nel singolo estratto Assim, sem fim. L'anno seguente, i Napa hanno intrapreso la loro prima tournée nazionale, facendo il tutto esaurito in diversi locali del Paese. Verso la fine del 2024, hanno pubblicato il film-concerto O mundo continua a girar, registrato in due serate di tutto esaurito al Teatro Maria Matos di Lisbona.
Nel 2025 i Napa sono stati selezionati per gareggiare al Festival da Canção, la selezione portoghese per l'Eurovision Song Contest, con la canzone Deslocado. Dopo aver superato la semifinale del 1º marzo 2025, hanno ottenuto il maggior numero di punti anche nella serata finale del successivo 8 marzo, diventando di diritto i rappresentanti eurovisivi portoghesi a Basilea, in Svizzera. Il successivo 17 maggio, superata la prima semifinale, il gruppo si è esibito nuovamente nella finale dell'Eurovision Song Contest, dove ha chiuso al 21º posto con un totale di 50 punti.

## Formazione
Attuale
- João Guilherme Gomes – voce, chitarra
- Francisco Sousa – chitarra solista
- Diogo Góis – basso
- João Lourenço Gomes – tastiera
- João Rodrigues – batteria

Ex componenti
- Tiago Rodrigues – batteria

## Discografia

### Album in studio
- 2019 – Senso comum
- 2023 – Logo se vê

### Singoli
- 2017 – Necessidade de mudanças
- 2019 – Se eu morresse amanhã
- 2019 – Sobre nós
- 2023 – Assim, sem fim (con Silly)
- 2023 – Luz do túnel
- 2025 – Deslocado
- 2025 – Infinito (con Van Zee)